# شتگن
شتگن (به آلمانی: Stegen) یک شهر در آلمان است که در برایگاو-هخشوارتسوالد واقع شده‌است. شتگن ۴٬۳۷۷ نفر جمعیت دارد.